# Música de Marruecos
La música de Marruecos se caracteriza por su gran diversidades de canciones de una región a otra. Incluye música árabe como el chaâbi y el aita de las llanuras del Atlántico (Doukkala-Abda, Chaouia-Ouardigha, Rehamna), la melhoune de las ciudades andaluzas (Meknes, Fez, Salé, Tetuán, Oujda) así como el Hassani del Sahara Marroquí. También hay música amazig, tales como el reggada del Rif, el ahidus del Atlas Medio y ahwash de la región de Souss. Además, los jóvenes sintetizan el espíritu marroquí con influencias de todo el mundo (blues, rock, metal, reggae, rap marroquí, etc.). Cada género y grupo musical se compone de subgrupos regionales, y se divide entre música "moderna" y "tradicional". La música marroquí es parte importante de la vida cotidiana y está presente en nacimientos, ceremonias religiosas, matrimonios, funerales y festivales.

## Música tradicional

### Música clásica andaluz
La música clásica andaluz es un estilo de música árabe que se encuentran en diferentes estilos de todo el Magreb (Marruecos, y en menor grado en Argelia, Túnez y Libia, en la forma del estilo Ma'luf). Se originó fuera de la música de al-Ándalus (Iberia Musulmán) entre los siglos 9 y 15. Algunos de estos poemas fueron encontrados compuestos por autores como Al-Shushtari, Ibn al-Jatib y Al-Mu'hijo ibn Abbad.

### Música folclórica Amazigh

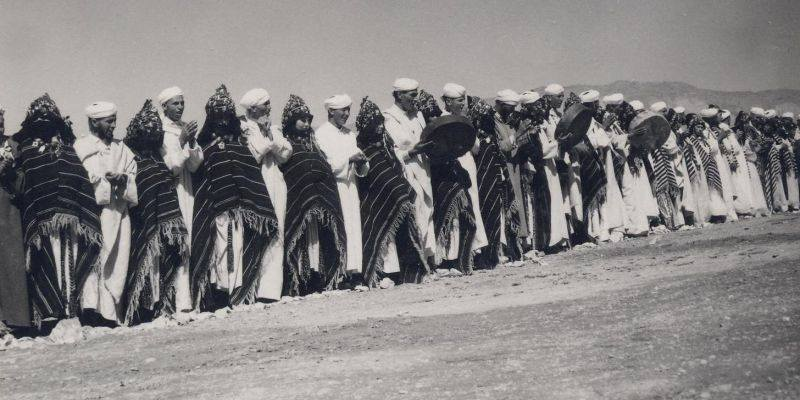
Ahidus en 2002.

Hay variedades de música Amazigh folclórica:

### Música folclórica "popular" Chaâbi
Chaâbi (en árabe: الشعبي‎, popular en inglés) es la música que consta de numerosas variedades que descienden de las variadísimas formas del folclore musical de los marroquíes. Chaâbi se realizó originalmente en los mercados, pero ahora se encuentra en cualquier celebración o reunión.

### Gnawa
Gnawa es una forma de música que es mística. Poco a poco fue llevadaa a Marruecos por los africanos subsaharianos y más tarde se convirtió en parte de la tradición marroquí.

### Clásica Malhun
La música clásica Malhun es tranquila e interesante para escuchar. Se ha tocado en las calles de Marruecos durante más de mil años. Es música común escucharla en Marruecos.

### Música clásica Sufí
Las cofradías Sufi (tariqas) son comunes en Marruecos, y la música es parte integral de su tradición espiritual. Esta música es un intento de llegar a un estado de trance en el que se inspira éxtasis místico.

## Rock, pop, rap y reggae

### Rai, la música rock
Rai es más estrechamente asociado con Argelia en la escena musical internacional, pero Marruecos ha producido sus propias estrellas como Cheb Mimoun y Hanino.

Marruecos es también la patria del cantante French Montana y del productor RedOne (Nadir Khayat) que representan a su país a nivel internacional.RedOne fue condecorado por el rey de Marruecos.

### El Rap y reggae
El Rap y reggae se han vuelto más dominantes en la escena musical marroquí contemporánea. Artistas como Muslim, Dizzy DROS y Dub Afrika han ganado popularidad internacional. Ellos son más conocidos por su canción, Rissala.